# ملک‌آباد (خواجه احمد، یک)
ملک‌آباد روستایی در دهستان خواجه احمد بخش مرکزی شهرستان زهک استان سیستان و بلوچستان ایران است.

## جمعیت
بر پایه سرشماری عمومی نفوس و مسکن در سال ۱۳۹۵ جمعیت این مکان ۳۸۷ نفر (۹۴خانوار) بوده‌است.